# سازمان تعلیمات اکابر
سازمان تعلیمات اکابر اولین سازمانی است که به طور رسمی برای با سواد کردن بزرگسالان در ایران در سال ۱۳۱۵ تأسیس شد. در این دوره با استفاده از فضای مدرسه‌های موجود کلاسهای شبانه برای بزرگسالان تشکیل گردید. فعالیت‌های این سازمان تا زمان اشغال ایران در شهریورماه ۱۳۲۰ ادامه داشت.
نخستین بار بنا به ماده هشتم «قانون اعتبار برای تشکیل مدارس ابتدائی و تعلیمات عمومی» که در تاریخ ۱۴ اردیبهشت ماه ۱۳۰۶ شمسی به تصویب مجلس شورای ملی رسید، به وزارت معارف اجازه داده شد «در نقاطی که صلاح و مقتضی میداند در دهات و قراء و قصبات کلاس اکابر ابتدائی تأسیس نماید».